# Dwór Biskupi w Nysie

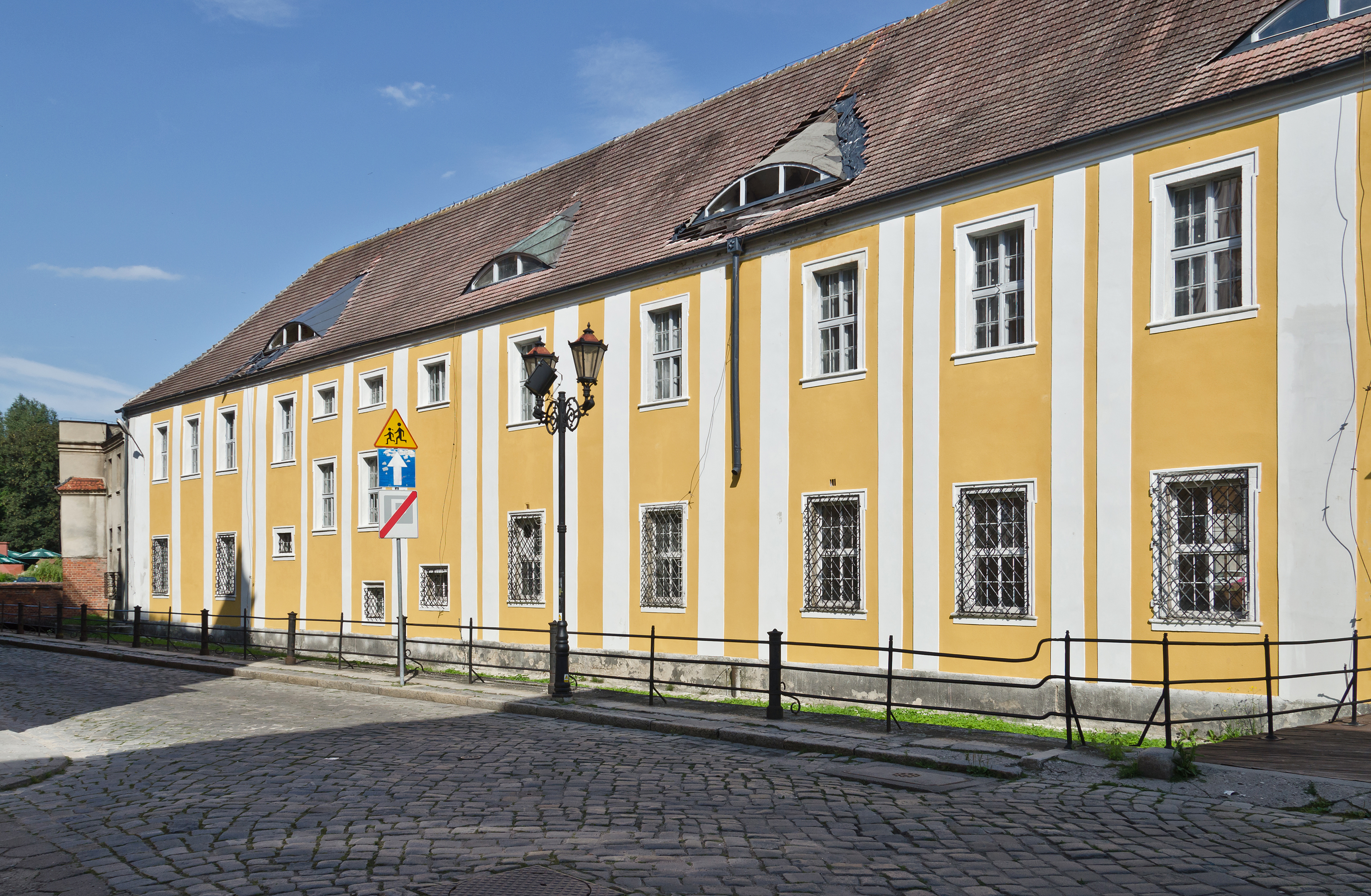
Lewa część głównego budynku

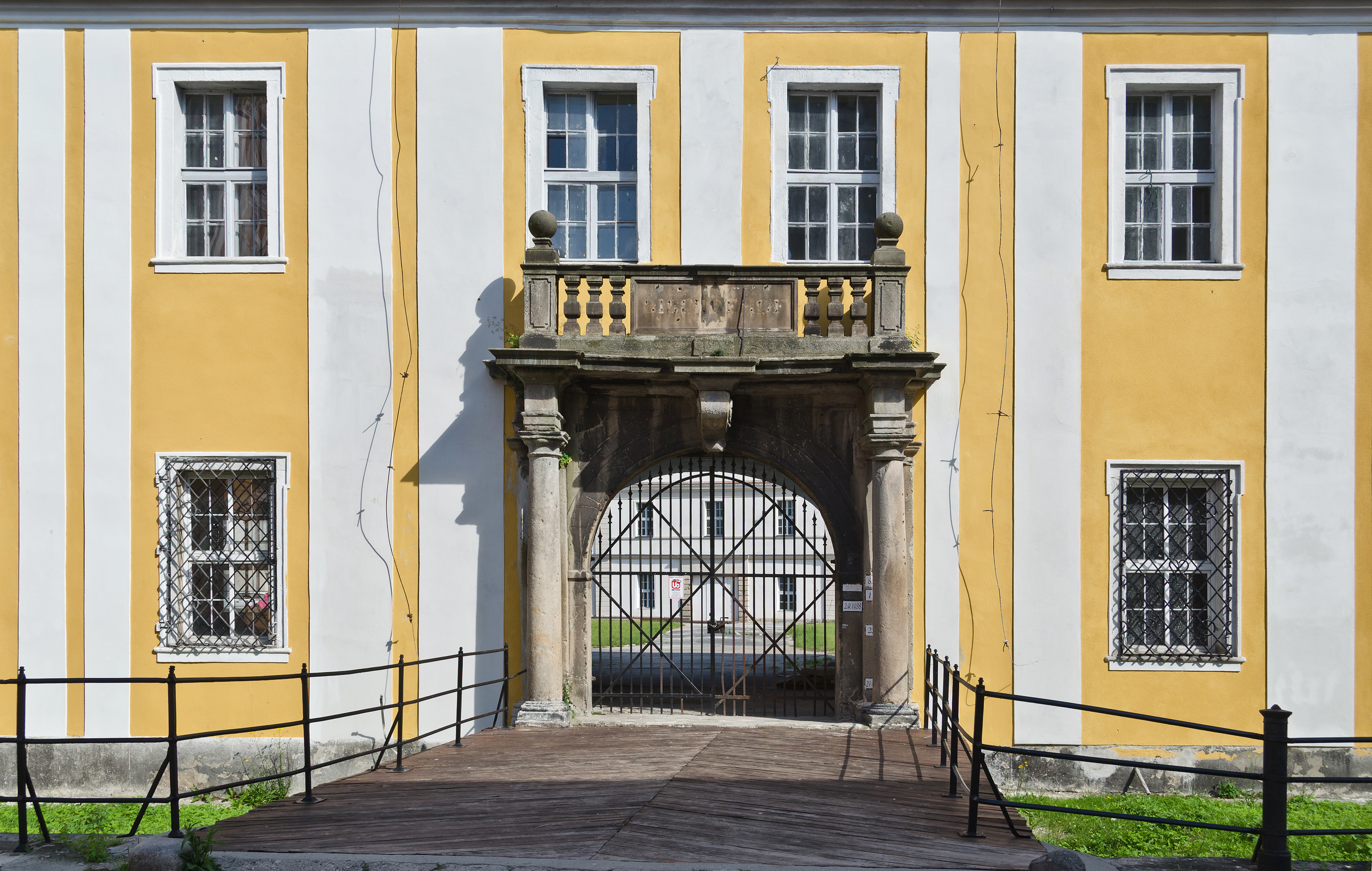
Główne wejście

Dwór Biskupi w Nysie – zabytkowy budynek, stanowiący największy z zachowanych elementów nieistniejącego już nyskiego zamku biskupów wrocławskich. Znajduje się tuż obok Pałacu Biskupiego, z którym był w przeszłości połączony gankiem przebiegającym ponad ulicą i fosą.
W miejscu pomiędzy dzisiejszymi ulicami Grodzką i Lompy w 1260 roku wzniesiono ufortyfikowany dwór biskupi, zwany też zamkiem. Rezydencja ta była wielokrotnie przebudowywana, a w 1459 roku otoczono ją ponadto zabudowaniami gospodarczymi opartymi o południowo-wschodni odcinek murów obronnych.
Zamek zburzono prawie całkowicie w roku 1842, cześć pomieszczeń zmieniono wówczas w warsztaty artyleryjskie lub przeznaczono na inne cele wojskowe. Zachowała się jedynie wieża mieszkalna oraz gotycka baszta z fragmentem murów obronnych.
Piętrowy, barokowy budynek nazywany obecnie dworem zbudowano pod koniec XVII wieku. Został zniszczony w czasie II wojny światowej, ale w 1950 odbudowany. Mieściła się tu przez długie lata siedziba Spółdzielni Inwalidów „Pokój”. Przy bramie, za zwodzonym mostkiem, nad fosą zaznaczone są na murze poziomy wody podczas powodzi, które przez wieki nawiedzały Nysę, w tym także ostatnia z 1997 roku.
Obecnie budynek znajduje się w bardzo złym stanie technicznym.